# Robert Heinz
Robert Heinz (23 juli 1924 – Neuerburg, 23 september 1972) was een Duits voetbaltrainer. Hij was van 1969 tot 1971 werkzaam bij Eredivisionist AZ. Daarvoor was Heinz negen jaar bondscoach van Luxemburg.

## Loopbaan
Heinz was als coach werkzaam bij de Rijnlandse voetbalbond en werd van daaruit gestalt bij VfL Trier. Met de ploeg wist hij in 1955 promotie af te dwingen naar de II. Division Südwest. In het seizoen 1959/60 was hij eindverantwoordelijke bij stadsgenoot Eintracht Trier. Heinz werkte daarna negen jaar voor de Luxemburgse voetbalbond. Als bondscoach hield hij tot 1969 toezicht op de Luxemburgse selectie in 64 wedstrijden, waaronder de kwalificatie voor het EK van 1964, waarin hij de favorieten Nederland uitschakelde.
In juni 1969 tekende de Duitser een tweejarig contract bij AZ'67 uit Alkmaar; het gepromoveerde team had zichzelf net gered van degradatie naar de Eerste divisie. Hoewel Heinz AZ'67 in zijn debuutseizoen naar een twaalfde plaats wist te leiden, was het seizoen 1970/71 ongelukkig; AZ'67 was in het voorjaar van 1971 al op zoek naar een opvolger voor Heinz, die in april vertrok uit Alkmaar. Cor van der Hart werd uiteindelijk zijn opvolger.
Heinz overleed in september 1972 aan de gevolgen van een hartaanval.